# Port lotniczy Gilgit
Port lotniczy Gilgit (IATA: GIL, ICAO: OPGT) – port lotniczy położony w mieście Gilgit, w prowincji Gilgit-Baltistan, w Pakistanie.

## Linie lotnicze i połączenia[1]
- Pakistan International Airlines- Islamabad